# Lourosa (Santa Maria da Feira)
Lourosa je grad u Portugalu, nalazi se u općini Santa Maria da Feira te ima 9.204 stanovnika. Status grada dobiva 2001. godine.